# 헨리 킹

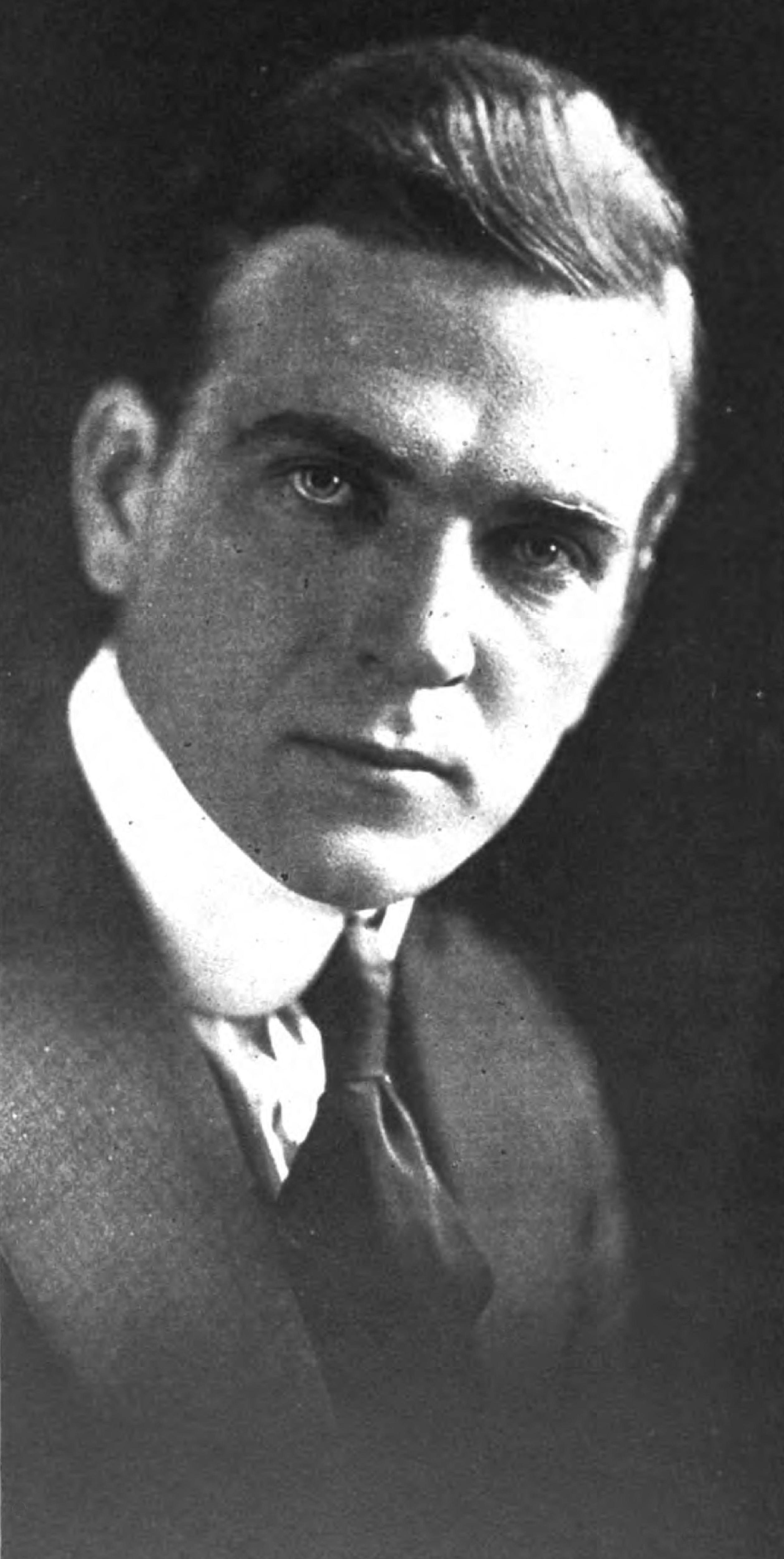

헨리 킹(Henry King, 1886년 1월 24일 ~ 1982년 6월 29일)은 미국의 배우이자 영화 감독이다. 2개의 아카데미 감독상 후보에 올랐고 아카데미 작품상 후보에 오른 7개 영화를 감독했다.

## 참여 작품

### 감독
- 톨라블 데이빗
- 어느 박람회장에서 생긴 일 (1933년 영화)
- 우정 (1936년 영화)
- 시카고 (1938년 영화)
- 알렉산더의 랙타임 밴드
- 독수리는 다시 난다
- 바다의 지배자
- 베르나데트의 노래
- 윌슨 (1944년 영화)
- 페드로 선장의 모험
- 정오의 출격
- 건파이터 (1950년 영화)
- 다윗과 밧세바 (영화)
- 오 헨리 단편집
- 킬리만자로의 눈 (1952년 영화)
- 모정 (1955년 영화)
- 회전목마 (영화)
- 태양은 또 떠오른다 (1957년 영화)
- 브라바도스
- 여우들의 왕자

### 배우
- 벤허 (1925년 영화)